# Smrt Ivana Iljiče
Smrt Ivana Iljiče (rusky Смерть Ивана Ильича) je povídka z období realismu ruského spisovatele Lva Nikolajeviče Tolstého. Dílo bylo dokončeno 25. března 1886, jak je napsáno za poslední větou této povídky, avšak autor nosil tento příběh v hlavě už několik let před jeho napsáním. Děj knihy se odehrává na území Ruska v druhé polovině 19. století. Jedná se o jedno z vrcholných děl světové psychologické prózy. Tolstoj sleduje myšlenky a pocity nevyléčitelně nemocného úředníka a ukazuje, jak člověk utíká před myšlenkami na smrt a jak ho smrt vede k tomu, aby pochopil, jaký byl jeho život. Je to jedinečné dílo svého druhu, které vypráví, jak člověk prožívá blížící se konec a jakými psychologickými triky se vyhýbá uvědomění si své nevyhnutelnosti konce života.

## Děj
Hlavní postavou je Ivan Iljič Golovin, člen Soudního dvora, muž středního věku. V první kapitole se kolegové Ivana Iljiče dozvídají z novin zprávu, že Ivan Iljič dne 4. února 1882 zemřel. První myšlenkou všech shromážděných pánů bylo, kdo by mohl být povýšen nebo přeložen na jiné místo. Nejblíže zesnulému byl Petr Ivanovič, který ho znal už od dětství. Petr Ivanovič se zúčastnil pohřebního obřadu, kde se ho manželka zesnulého Ivana Iljiče Praskovja Fjodorovna ptala, jak v souvislosti s manželovou smrtí získat více peněz od státu, ale Petr Ivanovič nevěděl, jak by jí mohl pomoci.
Od druhé kapitoly začíná vyprávění celého života Ivana Iljiče Golovina. Ivan Iljič byl synem úředníka, který pracoval v různých ministerstvech v Petrohradu a měl tři syny. Ivan Iljič byl ze všech sourozenců nejinteligentnější. Vystudoval práva a poté dělal kariéru, o pět let později získal práci soudního vyšetřovatele a přestěhoval se do jiné gubernie. Na novém místě se setkal se svou budoucí manželkou Praskovjou Fjodorovnou. Jejich manželství bylo hezké do té doby, než Praskovja Fjodorovna otěhotněla a začala žárlit a hledat chyby v maličkostech. Ivan Iljič před rodinnými problémy utíkal do práce, kde mu bylo dobře. Pár měl pět dětí, ale pouze dvě děti přežily.
Po sedmnácti letech manželství se rozhodl odjet do Petrohradu, kde získal nové pracovní místo. Při zařizování nového bytu spadl a poranil si bok, modřina ho bolela, ale brzy pominula. Za nějaký čas si začal stěžovat na bolest a spolu s ní přicházela i špatná nálada. Ivan Iljič nesl myšlenku na vlastní smrt obtížně. Během své nemoci trávil čas ve vzpomínkách na minulost, říkal, že dětství bylo příjemné, ale život v dospělosti už tak příjemný nebyl. Během své nemoci měl Ivan Iljič nehezký vztah ke své manželce a dceři. Naopak hezký vztah měl ke Gerasimovi, který se o umírajícího Ivana Iljiče se staral a jako jediný ho skutečně litoval a nepředstíral, že je jeho nemoc vyléčitelná. Poslední tři dny jeho života už jen úpěl a křičel s různou intonací a třetí den zemřel.

## Přijetí díla a interpretace
Lev Nikolajevič Tolstoj v díle vyjadřuje marnost veškerého pozemského snažení a faleš mezilidských vztahů. Celkovým rámcem povídky je autorovo líčení s úvahami a komentáři k postavám, problémům a průběhu děje tak, jak je to obvyklé v realistické próze 19. století. Z tohoto rámce vybíhá pohled Ivana Iljiče na přicházející smrt, který má základní význam v povídce. Pohled z nitra hrdiny pomůže k ozvláštnění faktů uváděných v rámcové rovině. Hrdina má v povídce zvláštní postavení, protože se nachází v mimořádné situace oproti ostatním a to tím, že umírá. Neživé věci, které by měly člověku sloužit však nabývají mstivé převahy a ničí ho, protože začátkem hrdinova zániku bylo nepatrné uhození při věšení záclony. Tento fakt má význam, že i předměty, které naše společnost produkuje a jimiž se obklopuje, nás mohou zbavit života. Tolstoj vidí nezkaženost v mládí a prostotě, protože Ivan Iljič cítí oživující vtah pouze ke svému mladičkému synovi a k prostému sluhovi Gerasimovi.
Námětem na postavu Ivana Iljiče byl Ivan Iljič Mečnikov, soudce z Tuly a bratr ruského fyziologa Ilji Mečnikova. Tolstoj z Ivana Mečnikova při jejich setkání vycítil, že je to vynikající člověk. Později se Tolstoj dozvěděl jeho umírající myšlenky a rozhovory o marnosti života, které využil v díle Smrt Ivana Iljiče.
V prvních recenzích, které se objevovaly v dopisech a denících Tolstého současníků, je dílo Smrt Ivana Iljiče považováno za jeden z vrcholů Tolstého tvorby a světové literatury vůbec. Ruský kritik Vladimir Stasov napsal, že žádný národ na světě nemá tak skvělý výtvor. Vladimir Nabokov ve svých Přednáškách o ruské literatuře nazývá příběh nejjasnějším, nejdokonalejším a nejkomplexnějším dílem Tolstého.

## Adaptace
Smrt Ivana Iljiče má několik volných adaptací. Jednou z nich je film Žít z roku 1952 od Akiry Kurosawy. Další filmovou verzí je Prostá smrt… (rusky Простая смерть…) od Alexandra Kajdanovského z roku 1985. Kajdanovskij využil i části jiných děl Tolstého.